# مهرنگار رستم
مهرنگار رستم (تاجیکی: Меҳрнигори Рустам؛ زاده ۱۴ اکتبر ۱۹۹۴) خواننده اهل تاجیکستان است.

## زندگی
مهرنگار رستم در ۱۴ اکتر ۱۹۹۴ در منطقه ناحیه خاولنگ به دنیا آمد. او خوانندگی را از ۵ سالگی شروع کرد و در مسابقات زیادی شرکت کرده است. او در سال ۲۰۱۱ از مدرسه بین‌المللی دوشنبه فارغ‌التحصیل شد. او دانشجوی دانشکده آکادمیک کنسرواتوار ملی تاجیکستان به نام طالبوجه ساتوروف بود و تحصیلات عالی دریافت کرد. برادرش صفرمحمد رستم نیز خواننده است.
او نبیره رستم عبدالرحیم، از نوازندگان مشهور دوتار کشور تاجیکستان می‌باشد، نواختن ساز دوتار را به سبک محلی تاجیکی آموخته است. وی علاوه بر زبان مادری توانایی صحبت کردن به زبان‌های انگلیسی، روسی و ترکی را نیز دارد.

## حرفه
مهرنگار رستم که در خوانندگی در سبک‌های اپرا، پاپ و سنتی تاجیکی فعالیت می‌کند، در نوازندگی نیز علاوه بر ساز دوتار تاجیکی، در نواختن ساز گیتار به خوبی مهارت دارد؛ و به گفته خود وی، نواختن ساز گیتار را خودش با استفاده از اینترنت در طول مدت یک هفته آموخته است.
او همچنین آهنگسازی برخی از آثارش را نیز بر عهده داشته است. کلیپ «ترانه باران» او که شامل قطعه‌هایی به زبان‌های فارسی، ترکی و عربی بود، موفق شد جایزه «تماشا موزیک» (Tamoshow Music) را برای این بانوی هنرمند به ارمغان بیاورد.
او در سال ۲۰۱۵ در مراسمی با حضور روسای جمهور روسیه (ولادیمیر پوتین)، چین (شی جین پینگ)، تاجیکستان (امامعلی رحمان)، قزاقستان (نورسلطان نظربایف)، قرقیزستان (الماس‌بیگ آتامبایف) و ازبکستان (اسلام کریم اف)، آهنگی با عنوان کوشت دپتی به زبان ترکمنی اجرا نمود. او در این اجرا که نمایشگر رقص ملی کشور ترکمنستان بود، توسط گروهی که رقص محلی کوشت دپتی را اجرا می‌نمودند، همراهی شد.